# ژان میشل کاوالی
ژان میشل کاوالی (انگلیسی: Jean-Michel Cavalli؛ زادهٔ ۱۳ ژوئیهٔ ۱۹۵۷) بازیکن فوتبال اهل فرانسه است.
از باشگاه‌هایی که در آن بازی کرده‌است می‌توان به آ.اس موناکو اشاره کرد.